# John Leslie Breck
Pour les articles homonymes, voir Breck.
John Leslie Breck (1860-1899) est un artiste américain décédé à l'âge de 39 ans. Au cours de sa courte vie, il a peint un certain nombre d'œuvres remarquables et on lui attribue l'introduction de l'Impressionnisme aux États-Unis lors d'une exposition à Boston en 1890.

## Biographie
Fils d'un officier de marine, il est né en mer à Hong Kong en 1860.
Arrivé aux États-Unis, il grandit à Newton Lower Falls, un village de Newton (Massachusetts), et fréquente la Governor's Academy au cours des années 1868 et 1869.
Après avoir obtenu son diplôme, à l'âge de dix-huit ans, il quitte l'Amérique pour étudier l'art en Europe et s'inscrit comme étudiant à l'Académie royale de Munich. Son style artistique s'est imprégné alors des coups de pinceau et des teintes brunes typiques des œuvres des maîtres hollandais.
Il revient à Boston en 1882 où il passe les années suivantes à peindre des paysages de son Massachusetts natal et de la Nouvelle-Angleterre.
En 1886, il repart en Europe pour étudier à Paris à l'Académie Julian où il se fait de nombreuses relations qui auront un impact sur son style artistique. Il étudie auprès de Gustave Boulanger et Jules-Joseph Lefebvre et a également rencontré plusieurs autres artistes américains étudiant à l'étranger.
En 1887, il se rend à Giverny avec ses collègues artistes américains Willard Metcalf et Theodore Robinson et réside comme beaucoup d'américains à l'Hôtel Baudy. Il se lie d'amitié avec Claude Monet et a une histoire d'amour avec sa belle-fille, la peintre Blanche Hoschedé. Il apprend et adopte le style et les techniques impressionnistes de Monet.
Malgré un certain succès en exposant au Salon de 1888 et 1889, il quitte Paris après avoir rompu avec Blanche.
À son retour à Boston en 1890, il introduit l'impressionnisme aux États-Unis lors de son exposition au St. Botolph Club, dont il devient ensuite membre, puis à une deuxième exposition en 1895.
Son style change à nouveau lors de son voyage à Venise, en Italie, en 1897, où il peint plusieurs scènes au clair de lune.
Il est décédé à l'âge de trente-neuf ans en 1899, signalé comme mort par asphyxie à la suite d'un empoisonnement au gaz d'éclairage, et est enterré au Cimetière de Forest Hills à Boston.

## Postérité
Le fonds John Leslie Breck, héritage de la succession de l'artiste, continue d'y soutenir les beaux-arts à l'école St. Mark's.

## Œuvre
La perspective atmosphérique et les couleurs vibrantes de ses paysages du Massachusetts, Giverny et Venise démontrent son grand talent de paysagiste.
Ses œuvres conservées aux États-Unis comptent parmi les premières peintures impressionnistes : Les Coquelicots (1890) Meule à grains, Giverny (1891), Premières neiges (1894), Ipswich (1894), Village de la Nouvelle-Angleterre (vers 1895), Canal de Guidecca, Venise (1897), Paysage (1899).
- Ruisseau dans le bois, 1881-1899, Huile sur toile, 46 × 56 cm, Musées d'Art de Harvard[5]
- Jonquilles, vers 1886, Huile sur toile, 58 × 34 cm, Collection privée, Vente 2008[6]
- L'Epte, Giverny, 1887 - 1891, Huile sur toile, 61 × 112 cm, Musée des Impressionnismes Giverny[7]
- La Rivière Epte, Giverny, Huile sur toile, 46 × 56 cm, Collection privée, Vente 2016[8]
- La Rivière Epte, Giverny, Huile sur toile, 50 × 61 cm, Collection privée, Vente 2010[9]
- La Ferme, 1887-1891, Huile sur toile, 41 × 32 cm, Musée des Impressionnismes Giverny[10]
- Jardin à Giverny (Dans le jardin de Monet), 1887–91, huile sur toile, 46 × 56 cm, Terra Foundation for American Art, Chicago[11]
- Jardin à Giverny (Dans le jardin de Monet), 1887–91, huile sur toile, 46 × 56 cm, Terra Foundation for American Art, Chicago[12]
- L'Hiver à Giverny, 1888, huile sur toile, 35 × 45 cm, Carnegie Museum of Art, Pittsburg[13]
- Fleurs de lys jaunes, 1888, huile sur toile, 45 × 56 cm, Terra Foundation for American Art, Chicago[14]
- M. Baudy derrière son bureau à l'Hôtel Baudy, 1888, huile sur toile, 35 × 44 cm, Smithsonian American Art Museum, Washington[15]
- Automne, Giverny (La Nouvelle lune), 1889, huile sur toile, 131 × 214 cm, Terra Foundation for American Art, Chicago[16]
- Pommiers, vers 1889, huile sur toile, 46 × 55 cm, Collection privée, vente 2022[17]

### Retour aux Etats-Unis
- Vague à Gloucester, 1890, huile sur toile, 62 × 112 cm, Collection privée, Vente 2016[18]
- Brouillard et soleil à Giverny, 1889, huile sur toile, 46 × 56 cm, Collection privée[19]
- Les treize Etudes d'un jour d'automne, 1891, huile sur toile, 33 × 41 cm, Terra Foundation for American Art, Chicago[20]
- At Annisquam, 1894, huile sur toile, 46 × 56 cm, Collection privée, Vente 2013[21]
- Jardin fleuri à Annisquam, huile sur toile, 73 × 123 cm, Collection privée, Vente 2020[22]
- Première neige, 1894, huile sur toile, 49 × 56 cm, Collection privée, Vente 2013[23]
- Bouleaux en hiver, 1895, huile sur toile, 66 × 81 cm, Collection privée, Vente 2012[24] 66 sur 81,3 cm.

Sa mort tragique survient au moment où il s’affirme en tant qu’artiste, se libérant des influences stylistiques de sa formation académique et de l’impressionnisme de Monet. Ce malheur fatal a été souligné par plusieurs critiques d’art, qui ont affirmé que les œuvres dans lesquelles « le jeune homme laissait ressortir sa propre personnalité étaient de loin les meilleures ».

Oeuvres de Breck
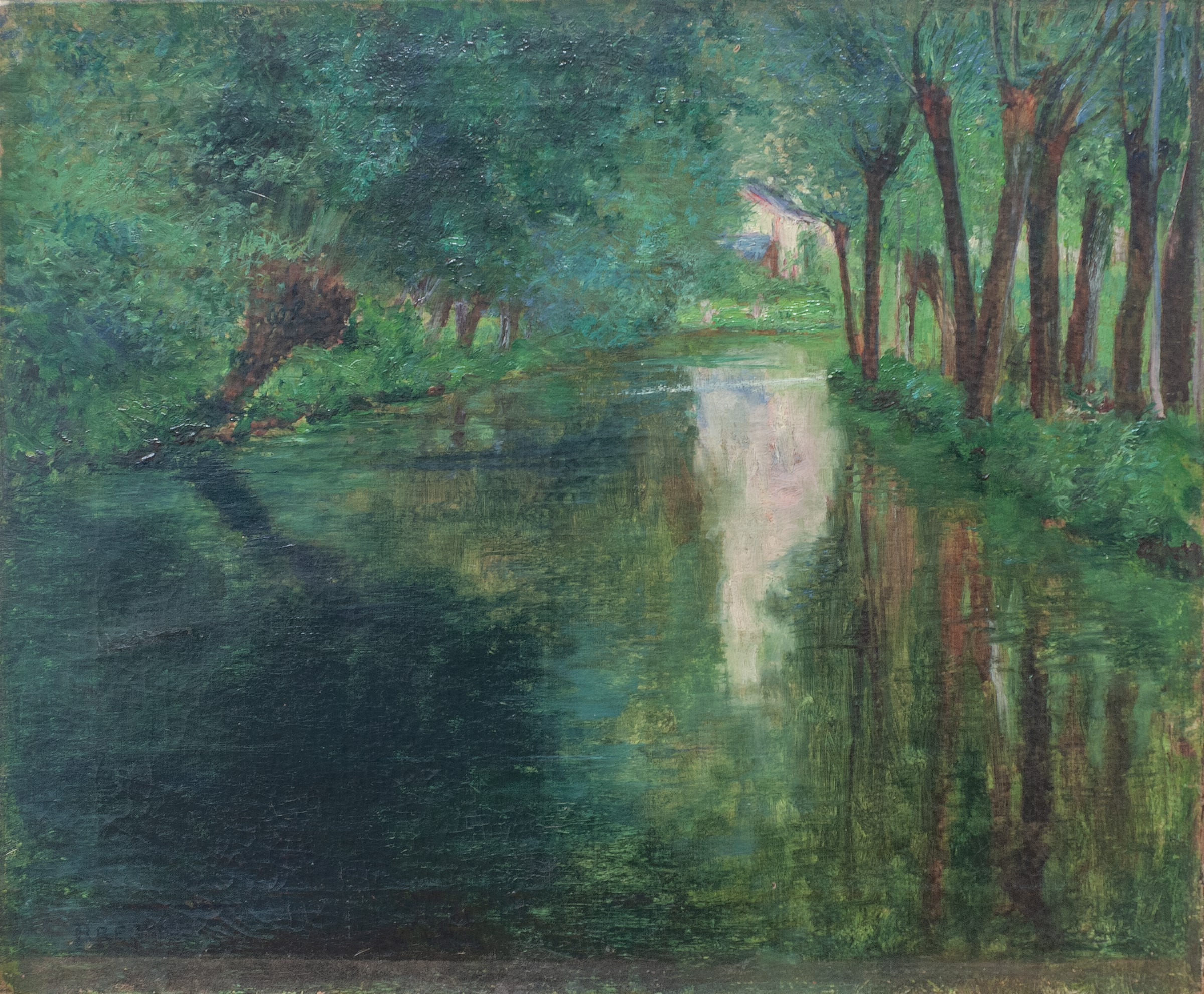
Ruisseau dans le bois, 1881-1899 Musées d'Art de Harvard
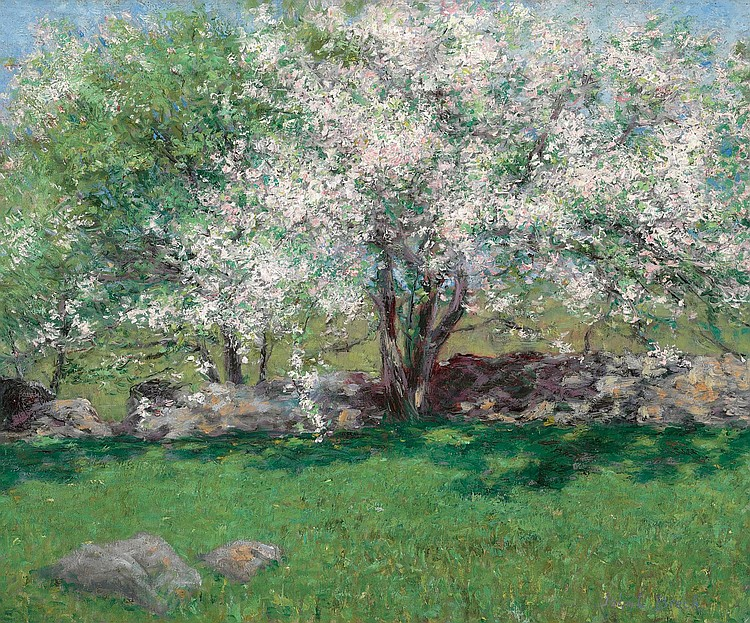
Pommiers, vers 1889 Collection privée, vente 2022
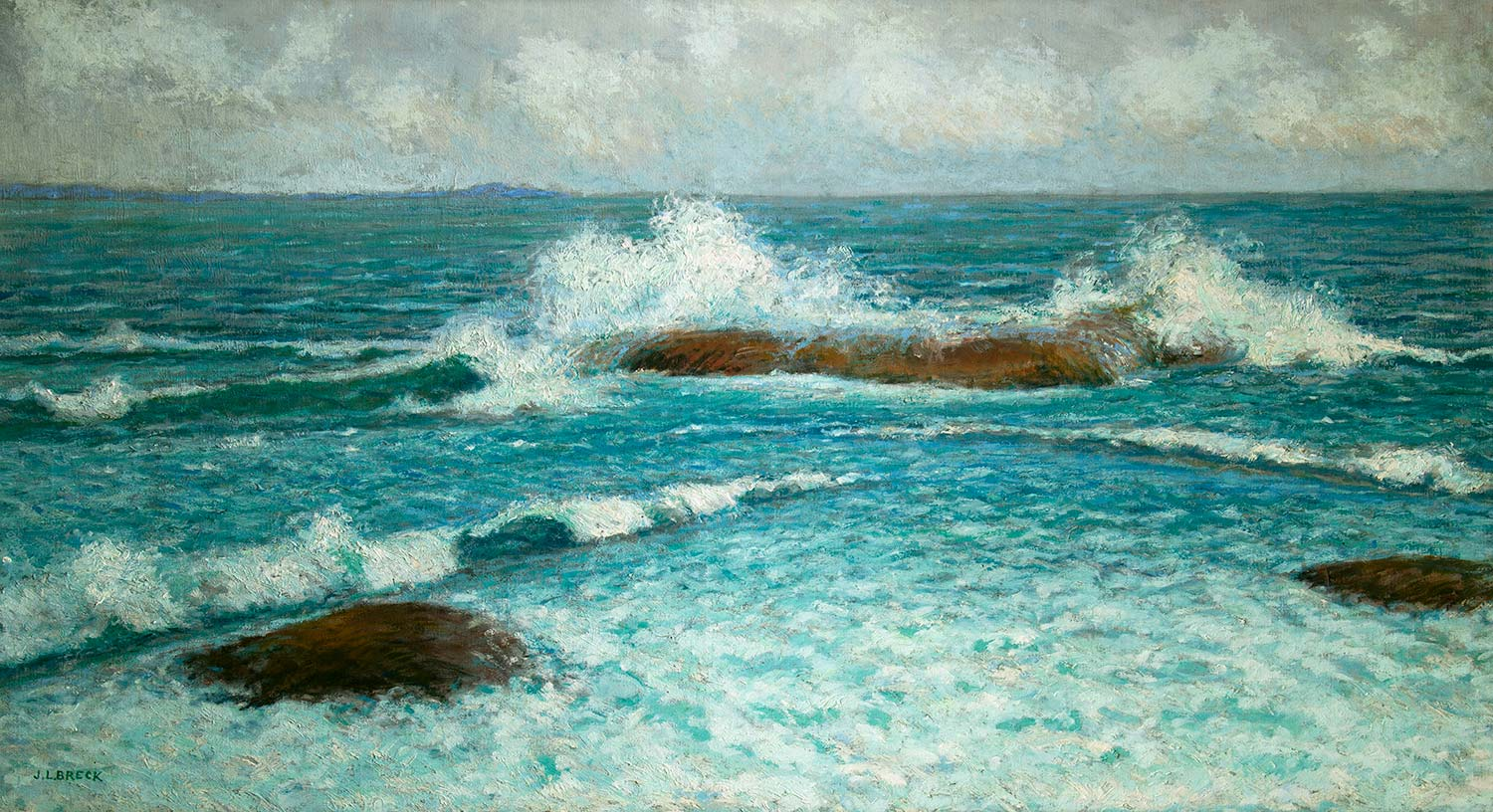
Vague à Gloucester, 1890 Collection privée, Vente 2016